# Мартінес (Авіла)
Мартінес (ісп. Martínez) — муніципалітет в Іспанії, у складі автономної спільноти Кастилія-і-Леон, у провінції Авіла. Населення — 162 особи (2010).
Муніципалітет розташований на відстані близько 140 км на захід від Мадрида, 55 км на захід від Авіли.
На території муніципалітету розташовані такі населені пункти: (дані про населення за 2010 рік)
- Мартінес: 158 осіб
- Монтальво: 2 особи
- Ла-Естрелья: 2 особи

## Демографія
Динаміка населення (INE ):